# 伊索尔德·弗勒利安
伊索尔德·弗勒利安（德語：Isolde Frölian，1908年4月8日—1957年11月6日），德国女子竞技体操运动员。她曾代表德国参加1936年夏季奥林匹克运动会体操比赛，获得女子团体全能金牌。